# Liste der Senatoren der Vereinigten Staaten aus Arkansas
Die Liste der Senatoren der Vereinigten Staaten aus Arkansas führt alle Personen auf, die jemals für diesen Bundesstaat dem US-Senat angehört haben, nach den Senatsklassen sortiert. Dabei zeigt eine Klasse, wann dieser Senator wiedergewählt wird. Die Senatoren der class 2 wurden zuletzt im November 2020 wiedergewählt, die Wahlen der Senatoren der class 3 finden im Jahr 2022 wieder statt.
Arkansas ist seit dem 15. Juni 1836 US-Bundesstaat und stellte bis heute 34 Senatoren.
Arkansas schloss sich während des Sezessionskrieges den Konföderierten Staaten von Amerika an und entsandten während dieser Zeit keine Senatoren an den US-Senat, sondern an den Senat des Kongresses der Konföderierten Staaten von Amerika.

## Klasse 2

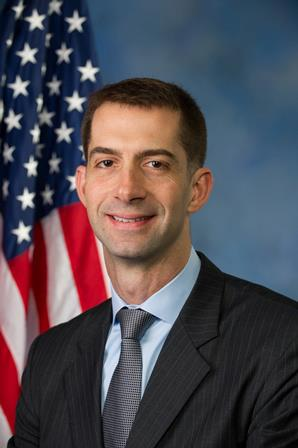
Tom Cotton

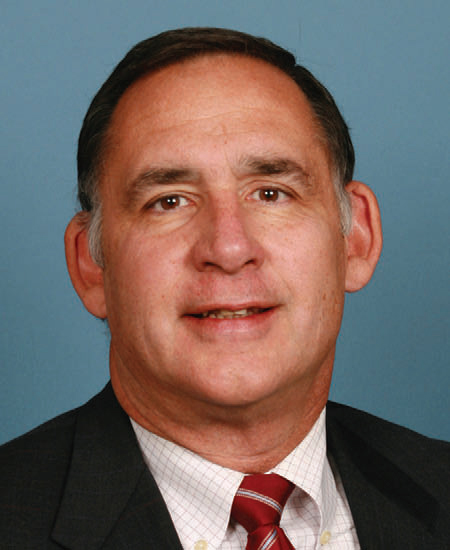
John Boozman

| Name                        | Amtszeit  | Partei       | Lebensdaten                        |
| --------------------------- | --------- | ------------ | ---------------------------------- |
| William Savin Fulton        | 1836–1844 | Demokrat     | 2. Juni 1795–15. August 1844       |
| Chester Ashley              | 1844–1848 | Demokrat     | 1. Juni 1790–29. April 1848        |
| William King Sebastian      | 1848–1861 | Demokrat     | 1812–20. Mai 1865                  |
| vakant                      |           |              |                                    |
| Alexander McDonald          | 1868–1871 | Republikaner | 10. April 1832–13. Dezember 1903   |
| Powell Clayton              | 1871–1877 | Republikaner | 7. August 1833–23. August 1914     |
| Augustus Hill Garland       | 1877–1885 | Demokrat     | 11. Juni 1832–26. Januar 1899      |
| James Henderson Berry       | 1885–1907 | Demokrat     | 15. Mai 1841–30. Januar 1913       |
| Jefferson Davis             | 1907–1913 | Demokrat     | 6. Mai 1862–3. Januar 1913         |
| John Netherland Heiskell    | 1913      | Demokrat     | 2. November 1872–28. Dezember 1972 |
| William Marmaduke Kavanaugh | 1913      | Demokrat     | 3. März 1866–21. Februar 1915      |
| Joseph Taylor Robinson      | 1913–1937 | Demokrat     | 26. August 1872–14. Juli 1937      |
| John Elvis Miller           | 1937–1941 | Demokrat     | 15. Mai 1888–30. Januar 1981       |
| George Lloyd Spencer        | 1941–1943 | Demokrat     | 27. März 1893–14. Januar 1981      |
| John Little McClellan       | 1943–1977 | Demokrat     | 25. Februar 1896–28. November 1977 |
| Kaneaster Hodges Jr.        | 1977–1979 | Demokrat     | 20. August 1938–23. März 2022      |
| David Hampton Pryor         | 1979–1997 | Demokrat     | 29. August 1934–20. April 2024     |
| Timothy Hutchinson          | 1997–2003 | Republikaner | * 11. August 1949                  |
| Mark Lunsford Pryor         | 2003–2015 | Demokrat     | * 10. Januar 1963                  |
| Thomas Bryant Cotton        | seit 2015 | Republikaner | * 13. Mai 1977                     |

## Klasse 3
| Name                         | Amtszeit  | Partei       | Lebensdaten                           |
| ---------------------------- | --------- | ------------ | ------------------------------------- |
| Ambrose Hundley Sevier       | 1836–1848 | Demokrat     | 4. November 1801–31. Dezember 1848    |
| Solon Borland                | 1848–1853 | Demokrat     | 21. September 1808–1. Januar 1864     |
| Robert Ward Johnson          | 1853–1861 | Demokrat     | 22. Juli 1814–26. Juli 1879           |
| Charles Burton Mitchel       | 1861      | Demokrat     | 19. September 1815–20. September 1864 |
| vakant                       |           |              |                                       |
| Benjamin Franklin Rice       | 1868–1873 | Republikaner | 26. Mai 1828–19. Januar 1905          |
| Stephen Wallace Dorsey       | 1873–1879 | Republikaner | 28. Februar 1842–20. März 1916        |
| James David Walker           | 1879–1885 | Demokrat     | 13. Dezember 1830–17. Oktober 1906    |
| James Kimbrough Jones        | 1885–1903 | Demokrat     | 29. September 1839–1. Juni 1908       |
| James Paul Clarke            | 1903–1916 | Demokrat     | 18. August 1854–1. Oktober 1916       |
| William Fosgate Kirby        | 1916–1921 | Demokrat     | 16. November 1867–26. Juli 1934       |
| Thaddeus Horatius Caraway    | 1921–1931 | Demokrat     | 17. Oktober 1871–6. November 1931     |
| Hattie Ophelia Wyatt Caraway | 1931–1945 | Demokrat     | 1. Februar 1878–21. Dezember 1950     |
| James William Fulbright      | 1945–1974 | Demokrat     | 9. April 1905–9. Februar 1995         |
| Dale Leon Bumpers            | 1975–1999 | Demokrat     | 12. August 1925–1. Januar 2016        |
| Blanche Lambert Lincoln      | 1999–2011 | Demokrat     | * 30. September 1960                  |
| John Nichols Boozman         | seit 2011 | Republikaner | * 10. Dezember 1950                   |